# تپه جشمه سفید
تپه چشمه سفید مربوط به دوره اشکانیان - دوره ساسانیان است و در شهرستان کوهدشت، بخش طرهان، دهستان طرهان، بخش شرقی روستای چشمه سفید واقع شده و این اثر در تاریخ ۲۸ اسفند ۱۳۸۵ با شمارهٔ ثبت ۱۸۴۱۰ به‌عنوان یکی از آثار ملی ایران به ثبت رسیده‌است.